# Jo Andres
Mary Jo Andres (Wichita, 21 de mayo de 1954-Nueva York, 11 de enero de 2019) fue una directora, escritora, coreógrafa y actriz estadounidense. Estuvo casada durante más de 30 años con el actor y director Steve Buscemi, con quien tuvo a su único hijo, Lucian Buscemi.

## Biografía
Andres nació en Wichita (Kansas), hija de Martin Andres, un profesor de veterinaria de la Universidad Estatal de Ohio, y Rosemarie (cuyo apellido de soltera era Caiaccia), una profesora de economía doméstica. Cuando ella tenía dos años de edad la familia se mudó a Hilliard (Ohio).
Asistió a la Universidad de Ohio, en donde en el año 1980 se graduó con un Bachelor of Arts en danza y en 1984 obtuvo un Máster en Bellas Artes en cine. Su carrera ganó importancia en la escena del arte cinético en Nueva York en la década de 1980, por sus trabajos en centros artísticos como The Performing Garage, La Mama E.T.C., P.S. 122, St. Marks Danspace y Collective for Living Cinema.
Como directora de cine, Andres logró elogios y premios por el cortometraje Black Kites (1996), el cual rotó por muchos festivales de cine, en los que se incluyen el de Sundance, Berlín, Toronto, Londres y Human Rights Watch Film Festivals.
Fue especialista en danza de la aclamada The Wooster Group. Ha estudiado en varias universidades importantes de arte, como Yaddo y The Rockefeller Study Center en Bellagio, Italia.

## Filmografía
- Punk Poultry (corto, 1980) - dirección, montaje
- Short Dreams (corto) - dirección
- Warrior (corto, 1983) - dirección, montaje
- Pteronnadonnas (1984) - dirección, montaje
- What Happened to Pete (corto, 1992) - montaje
- Black Kites (corto, 1996) - dirección, montaje, dirección de efectos especiales, guion
- Trees Lounge (1996)
- Piece of Cake (videoclip de Mimi Goese, 1998) - dirección
- The Impostors (1998) - coreografía
- Lillian Kiesler: On The Head Of A Pin (2000) - dirección
- When the Curtain Comes Down (videoclip de Diana Krall, 2012) - dirección, producción
- Liquid Tara (corto, 2012) - dirección, producción, efectos especiales